# Antonio Lella
(Gianni Antonucci)
Antonio Lella – detto Totò – (Bari, 4 marzo 1905 – Novara, 31 agosto 1932) è stato un calciatore italiano, di ruolo difensore.
Costituì, assieme ad altri ex calciatori libertiani il tratto d'unione fra il vecchio Liberty e il nuovo Bari.

## Carriera
Muove i primi passi da calciatore nelle formazioni "Allievi" (o "boys") del Football Club Liberty di Bari e debutta in prima squadra prima del 1921, nelle tante amichevoli che la formazione bianco-blu gioca all'epoca. Indossa la divisa libertiana anche nei seguenti campionati di Prima Divisione, a partire da quello organizzato dalla C.C.I. nel 1921, in cui totalizza con la prima squadra 3 presenze e nessuna rete. Il suo nome non compare nei tabellini di presenze del Liberty, delle stagioni 1924-1925 e 1926-’27.
A seguito della fusione del Bari Football Club (nome che il Liberty aveva assunto dal febbraio del 1927) e dell'U.S. Ideale nell'Unione Sportiva Bari, è uno dei sei atleti del "vecchio" Liberty confermati per la prima squadra in Divisione Nazionale. Nella stagione 1928-1929 in Divisione Nazionale gioca 26 partite e va in gol una volta, in prima giornata contro il Modena, incontro in cui l'allora allenatore biancorosso Ernő Erbstein lo sperimenta come attaccante (i galletti poi perdono la gara per 2-3). Lo storico barese Gianni Antonucci lo definisce "pilastro" del Bari.
Nella trasferta di Fiume (contro la Fiumana), del 19 gennaio 1930 (finita 0-0), uscendo da una mischia a petto in fuori con la palla, viene colpito da un avversario con un calcio all'addome, che causa una lesione al polmone destro. Smette di giocare e si cura nel sanatorio di Miazzina, in provincia di Novara, ma assiste alle trasferte che il Bari effettua nel Nord Italia. Il 24 aprile del 1932, di ritorno da un incontro del Bari a Milano, viene sorpreso da un acquazzone e s'infradicisce. Le sue condizioni s'aggravano e muore il 31 agosto del 1932.
Viene sepolto nel piccolo cimitero di Cambiasca in uniforme da gioco e con il distintivo del Bari.
Nel 1944, nel quartiere Marconi di Bari gli viene intitolato un campo (il campo Antonio Lella) dove il rifondato Liberty e per due incontri l'A.S.Bari vi disputano il torneo misto pugliese 1944-1945; mentre negli anni duemiladieci, su iniziativa congiunta dell'Unione Nazionale Veterani dello Sport e del comune di Bari gli viene intitolata una delle salite dello Stadio San Nicola.

## Statistiche

### Presenze e reti nei club[6]
| Stagione        | Club            | Campionato      | Campionato | Campionato |
| Stagione        | Club            | Comp            | Pres       | Reti       |
| --------------- | --------------- | --------------- | ---------- | ---------- |
| 1921-1922       | Liberty         | 1D              | 3          | 0          |
| 1922-1923       | Liberty         | 1D              | 7          | 2          |
| 1923-1924       | Liberty         | 1D              | 7          | 0          |
| 1924-1925       | Liberty         | 1D              | 0          | -          |
| 1925-1926       | Liberty         | 1D              | 14         | 3          |
| 1926-1927       | Liberty         | 1D              | 0          | -          |
| 1927-1928       | Liberty         | 1D              | 14         | 0          |
| 1928-1929       | Bari            | DN              | 26         | 1          |
| 1929-1930       | Bari            | B               | 13         | 0          |
| Totale carriera | Totale carriera | Totale carriera | 84         | 6          |